# Button (Ansteckplakette)

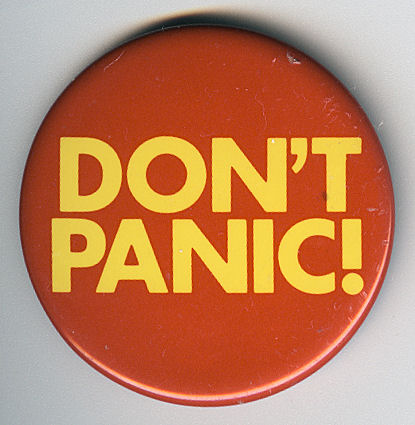
Ein Button

Als Button (englisch für Knopf) werden meist runde Ansteckplaketten aus Blech oder Kunststoff bezeichnet. Diese werden häufig mit einer Sicherheits- bzw. Bogennadel an der Kleidung oder an Taschen und Rucksäcken befestigt. Es gibt allerdings auch Buttons mit Magneten und Ohrstecker-Verschlüssen. Weitere Befestigungsvarianten von Buttons sind unter anderem der Krokodilclip, der Saugnapf oder der Butterfly-Verschluss.
Buttons werden auf vielfältige Weise genutzt und auf unterschiedlichen Wegen an den Benutzer gebracht – beispielsweise auf Demonstrationen verteilt, als Werbegeschenk verteilt, auf Popkonzerten verkauft oder auch in Souvenirläden verkauft. Zur kommerziellen Blütezeit der Buttons in den 1980er-Jahren wurden sie in Deutschland auch in zahlreichen Einzelhandelsgeschäften oder an Straßenständen verkauft. Sie können sowohl als modisches Accessoire wie auch als politisches oder sonstiges Statement genutzt werden.

## Motive

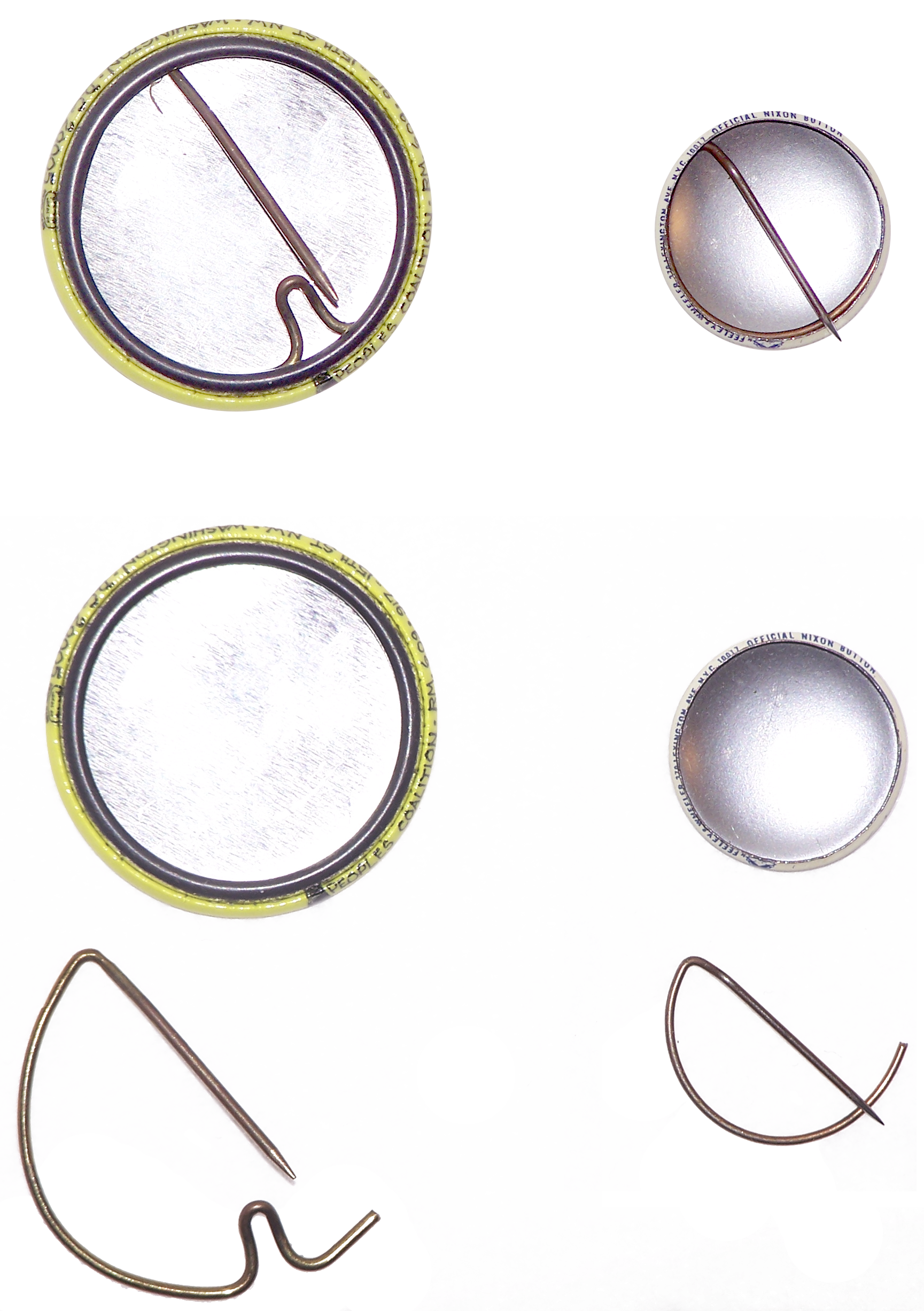
Buttons mit zwei unterschiedlichen Befestigungsnadeln

Das Spektrum der Inhalte ist unüberschaubar: Bild-Symbole, Porträts von Musikern und Sportlern, Aphorismen, kurze politische Aussagen, humorvolle Sprüche und reiner Nonsens. Wenn Buttons, wie üblich, offen an der Kleidung getragen werden, wirken sie als Medium, sie transportieren die Ansichten, Vorlieben, Abneigungen ihres Trägers an die Öffentlichkeit. Das setzt allerdings beim Empfänger der Botschaft eine gewisse Übereinstimmung im persönlichen Repertoire der Zeichen voraus.
Der Gestaltung sind dabei nur durch Form und Größe Grenzen gesetzt. Buttons gibt es in vielen verschiedenen Größen und Formen. Meist sind Buttons rund; gängige Formate sind Buttons mit 25, 31, 37, 50, 56 oder 75 mm Durchmesser. Seltener finden sich auch eckige Buttons (z. B. im Format 52×52 oder 68×44 mm), wobei umstritten ist, ob diese dann noch Buttons genannt werden, da der Ausdruck auf die knopfähnliche runde Form verweist.
Ein bekanntes Beispiel für einen solchen Meinungsbutton ist die rote Sonne mit dem Text „Atomkraft? Nein danke“. Das Motiv wurde 1975 von der Bürgerinitiative OOA in Aarhus, Dänemark, entwickelt und hat sich seither mit einer geschätzten Gesamtmenge von 20 bis 30 Millionen in mehr als 40 Sprachen verbreitet.
Die Geschichte der Buttons wurde auch in Deutschland geschrieben. Auch hier gab es politische Buttons mit Kultstatus. Bei der Bundestagswahl im Jahre 1972 zum Beispiel waren die SPD-Anstecker mit der Aufschrift „Willy wählen“ sehr weit verbreitet. Dieser Button unterscheidet sich etwas von der klassischen Variante und war eine bedruckte Plastikscheibe mit Nadel auf der Rückseite.

## Herstellung

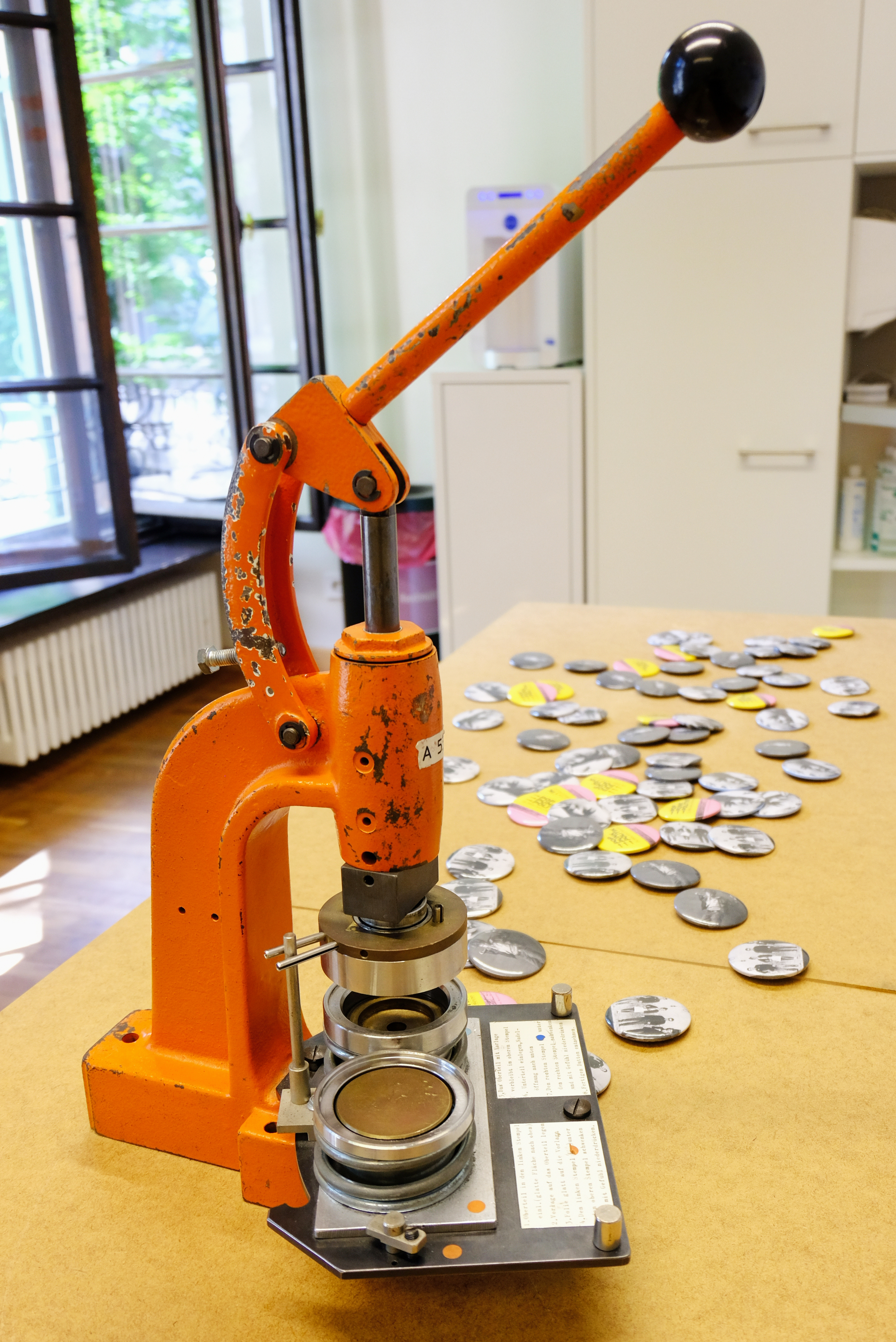
Buttonmaschine

Buttons können maschinell in großen Auflagen hergestellt werden, aber auch in geringer Stückzahl auf einfachen Handgeräten. Vier kreisrunde Teile – ein Vorderteil aus Metall, der Entwurf (meist auf Papier), eine transparente Schutzfolie und die metallene Rückseite mit der Nadel – werden aufeinander gelegt und ineinander gedrückt. Maschinell hergestellte Buttons sind häufig glänzend oder matt erhältlich. Neben diesen mehrschichtigen Buttons gibt es Blechbuttons mit direkt bedruckter Oberfläche.
Handpressen sind beliebt bei Kinderfesten und Jugendgruppen. Motive können selbst gemalt und gezeichnet werden. Rund ausgeschnitten oder gestanzt werden sie einzeln als Button gepresst.